# 尹素怡
尹素怡（韓語：윤소이，1985年1月5日—），韓國女演員。2011年2月18日，從東國大學演劇學系畢業，取得學士學位。

## 演出作品

### 電視劇
- 2004年：MBC《說你愛我》飾演 蘇瑛彩
- 2006年：KBS《再見獨奏》飾演 鄭琇喜
- 2007年：KBS《讓我們幸福的幾個問題》（共兩集）
- 2007年：MBC《拍賣場》飾演 车妍秀
- 2008年：SBS《玻璃之城》飾演 趙敏珠
- 2009年：MBC《HERO》飾演 朱在仁
- 2011年：SBS《武士白东秀》飾演 黃珍珠
- 2011年：Channel A《女人的色彩》飾演 卞曉蘿
- 2013年：KBS《IRIS 2》飾演 朴泰熙
- 2014年：KBS《天上女人》飾演 李善瑜
- 2015年：tvN《一起吃飯吧2》飾演 張敏珠
- 2015年：tvN《隱藏身份》飾演 張敏珠
- 2016年：SBS《對，就是那樣》飾演 劉世熙
- 2018年：TVN《雞龍仙女傳》飾演 巨門星天機（紅衣仙女）
- 2018年：SBS《皇后的品格》飾演 徐江熙
- 2019年：KBS《太陽的季節》飾演 尹詩月
- 2019年：SBS《偵探醫生》飾演 尹十月（特別出演）
- 2020年：TV朝鮮《復仇吧》飾演 具恩惠
- 2022年：TV朝鮮《魔女寶刀未老》飾演 梁真娥

### 電影
- 2004年：《Arahan Jangpung Daejakjeon》
- 2005年：《Myungsoo》
- 2005年：《無影劍》
- 2010年：《我們見過嗎？》
- 2011年：《碧淚釧》
- 2015年：《三更車庫》
- 2015年：《The Lost Choices》
- 2018年：《回來吧，釜山港之愛》

### MV
- 2002年：曹奎灿《彩虹》
- 2003年：韩素丽《一个女孩的爱情故事》
- 2010年：T-Max 《能告訴你的話》（與吳智昊）
- 2013年：Davichi《信》

## 奖项
- 2004年第41届大钟奖 女新人奖(提名)
- 2004年第25届青龙电影奖 女新人奖(提名)
- 2004年MBC演技大赏 新人赏(提名)
- 2008年SBS演技大赏 新人赏(获奖)
- 2011年第一届亚洲彩虹奖 最佳女主角(提名)
- 2011年SBS演技大赏 女子特别企划剧优秀演技赏(获奖)
- 2014年KBS演技大赏 日日剧女子优秀演技赏(提名)

## 外部連結
- 尹素怡的Instagram帳戶